# Marco V
Marco V (eigentlich Marco Verkuylen) (* 3. April 1967 in Heeswijk-Dinther) ist ein niederländischer Hard-Trance- und House-DJ sowie Produzent.

## Biographie
Im Alter von 14 Jahren begann Marco V, Musik zu mixen. 1996 wurde er Resident-DJ in Eindhovens größtem Club De Danssalon. Kurz darauf traf er Benjamin Bates, mit dem er Musik zu produzieren begann. Bates ist bis heute der wichtigste Partner und ein guter Freund von Marco V. Die beiden sind zusammen mitunter auch als Southside Spinners, 8th Wonder und Mo'Hawk bekannt.
2000 wurde mit In Charge seine erste Single veröffentlicht. Mit Godd landete Marco V 2001 einen Clubhit. Es folgten weitere Singles wie Indicator, C:\del*.mp3, Automanual und More Than A Life Away.
Auch seine Remixe, wie zum Beispiel der des Klassikers Café del Mar von Energy 52 und Such Is Life von Rank 1, wurden in der Szene große Erfolge.
Marcos Tracks klingen alle sehr unterschiedlich und doch ist in jeder Marco V-Produktion ein einzigartiger V-Sound zu erkennen.
2002 veröffentlichte Marco V mit Con:Fusion sein erstes Studioalbum, es beinhaltet gleich zwei CDs.
Marco V legte auf großen Events wie Sensation, Mystery Land, Innercity, Trance Energy auf und war auch in bekannten Clubs wie zum Beispiel dem Gatecrasher (Sheffield, England) zu sehen. Zu Anfang August 2012 spielte er auf der Nature One im Hunsrück.
2005 gründete Marco V das Plattenlabel In Charge, welches ein Sublabel von Be Yourself Music (ehemals ID&T Release) ist. Im selben Jahr brachte Verkuylen auch sein zweites Studioalbum mit dem Titel 200V heraus.
Im Mai 1994 kam sein Sohn Tommy zur Welt. Unter den Künstlernamen „Thomas Newson“ tritt er ebenfalls als DJ und Produzent in Erscheinung. Oft arbeitet er mit seinem Vater zusammen. Beide produzierten die Single „Jaguar“, die auf dem Label „Spinnin’ Records“ erschien.

## Diskografie

### Alben
| Titel             | Jahr | Label     |
| ----------------- | ---- | --------- |
| Con:Fusion        | 2002 | ID&T      |
| 200V              | 2005 | In Charge |
| Propaganda part 1 | 2009 | In Charge |

### Mix-CDs
| Titel                     | Jahr | Label                | Anmerkungen                                                  |
| ------------------------- | ---- | -------------------- | ------------------------------------------------------------ |
| Massive                   | 2000 | ID&T                 |                                                              |
| Live At Innercity 2000    | 2001 | ID&T                 |                                                              |
| All Access Vol. 2         | 2003 | Hi-Bias Records Inc. |                                                              |
| Electro Trance            | 2003 | Mixmag               | CD in der Ausgabe Januar 2003 des Magazins Mixmag erschienen |
| Innercity 2002            | 2002 | ID&T                 | CD1 gemixt von Marco V, CD2 gemixt von Benjamin Bates        |
| Gatecrasher: Live         | 2004 | Gatecrasher          | CD1 gemixt von Marco V, CD2 gemixt von Scott Bond            |
| Marco V - Combi:nations   | 2004 | Universal TV         |                                                              |
| Bosh Anthems of the Year  | 2005 | Mixmag               | CD in der Ausgabe Januar 2005 des Magazins Mixmag erschienen |
| Marco V - Combi:nations 2 | 2006 | Universal TV         |                                                              |
| Marco V - Combi:nations 3 | 2007 | Universal TV         |                                                              |

### Singles
Alle Marco V-Tracks wurden von Benjamin Bates co-produziert.
| Titel                             | Jahr | Label                | Anmerkungen                               |
| --------------------------------- | ---- | -------------------- | ----------------------------------------- |
| In Charge                         | 2000 | ID&T                 |                                           |
| V.ision (Phase One)               | 2000 | Free For All         | enthält die Titel Tolerance und Savage    |
| V.ision (Phase Two)               | 2000 | Free For All         | enthält die Titel Certainly und Indicator |
| Certainly                         | 2001 | Duty Free Recordings |                                           |
| Simulated                         | 2001 | ID&T                 |                                           |
| V.ision (Phase Three)             | 2001 | Free For All         | enthält die Titel Recovered und Magnitude |
| Godd                              | 2002 | ID&T                 | Vocals gesungen von Lesley Hendriks       |
| C:\del*.mp3 / Solarize            | 2003 | ID&T                 |                                           |
| Automanual                        | 2004 | ID&T                 | Offizieller Mystery Land 2004 Anthem      |
| Echnalava / God Child             | 2004 | ID&T                 |                                           |
| More Than A Life Away             | 2005 | In Charge            |                                           |
| Second Bite                       | 2005 | In Charge            | Vocals gesungen von Elliot Johns          |
| False Light                       | 2006 | In Charge            |                                           |
| Arpanet / The Funk Battery        | 2006 | Maelstrom Records    |                                           |
| Any Better, Or? / Red Blue Purple | 2006 | Maelstrom Records    |                                           |
| Coma aid                          | 2009 | In Charge            |                                           |
| Walhalla                          | 2013 | Flamingo Recordings  |                                           |
| Waiting (for the end)             | 2013 | In Charge            | mit Maruja Retana                         |

Anmerkung: Die CDs bzw. Schallplatten sind meistens mehrfach auf unterschiedlichen Labels in unterschiedlichen Ländern erschienen. Die Angabe des Erscheinungsjahres und des Labels beziehen sich hier in der Regel auf die Erstveröffentlichung. Des Weiteren hat die Liste keinen Anspruch auf Vollständigkeit.

## Belege
1. 1 2  Chartquellen: UK NL Singles NL Alben FI

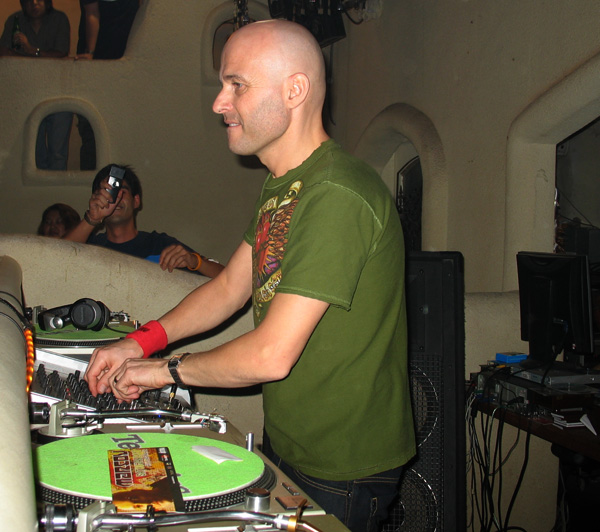
Marco V 2007 im Club Astra (Bangkok)

2. ↑  Energy 52 - Café del Mar (Marco V Remix) in den niederländischen Charts
3. ↑  De DansSalon Eindhoven historische Informationen über Eindhoven
4. ↑  NATURE ONE 2012 Information auf der Website des Festivals
5. ↑  Thomas Newson & Marco V: “We learn a lot from each other…” (Memento vom 1. September 2016 im Internet Archive) Interview auf der Website von Armada Music, veröffentlicht am 13. Oktober 2015 (englisch)